# Miguel García Granados y Zavala

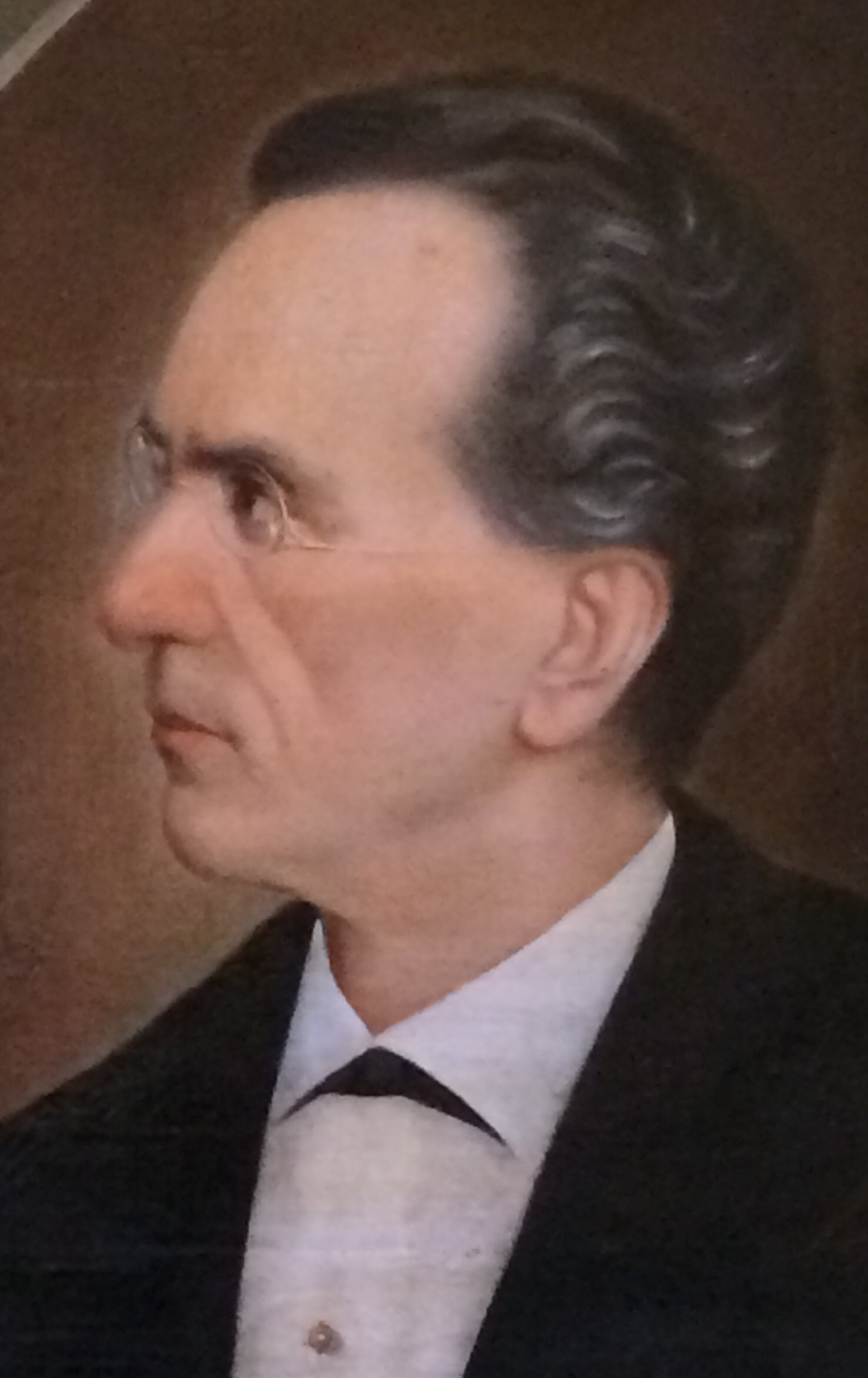
Miguel Garcia Granados

Miguel García Granados y Zavala (ur. 29 września 1809 El Puerto de Santa María w Hiszpanii, zm. 8 września 1878), polityk gwatemalski. 
Pochodził z zamożnej rodziny. Podróżował po Ameryce Południowej, Europie i USA (odwiedził Nowy Jork i Filadelfię), odebrał edukację w Londynie. Przywódca powstania liberałów walczących z dyktatorskim rządem Vicente Cerny. Po jego obaleniu tymczasowy prezydent Gwatemali od 29 czerwca 1871 do 4 czerwca 1873. Inicjator reform w duchu liberalnym (np. wprowadzenie wolności wyznania i prasy). Został zastąpiony przez swego współpracownika, Justo Rufino Barriosa.